# Odert von Poll

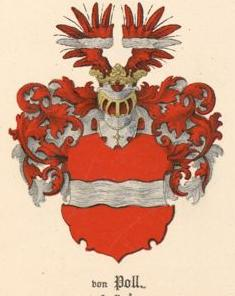
Wappen der Adelsfamilie von Poll

Balthasar Alexander Ludwig Odert von Poll (* 28. Februar 1869 in Arensburg; † 6. Juni 1935 in Carmel auf Ösel) war ein deutsch-baltischer Adelsmann und baltischer Landrat.

## Leben

### Werdegang
Balthasar Alexander erhielt seine erste Schulbildung in einer Privatschule in Adjamünde. Nach seinem Abitur begann er eine Ausbildung auf einem Lehrgut und an einer Landwirtschaftsschule in Deutschland, die er dann bei der „Livländischen Adelsgüter Kreditsozietät“ in Riga beendete. Danach arbeitete er zeitweise als Landwirt und reiste nach Deutschland, Frankreich, Schweden, Österreich und Italien. Seit 1891 war er im Besitz des Güter Medel und Wexholm. Er war Gutsverwalter von Carmel und betätigte sich als fortschrittlicher Landwirt, so war er an einer Molkerei, Käserei und einer Rindviehzucht beteiligt. Er war Mitgründer der Dampfschifffahrt-Gesellschaft „Osilia“. Es schlossen sich weitere Aufgaben an, so war er unter anderem Kirchspielsvorsteher, Kassadeputierter und Konventsdeputierter.
1917 wurde er von der Öselschen Ritterschaft und dem Estländischen Gouverneur General Adolf von Seckendorff  als Gesandter zum deutschen Reichskanzler Graf Georg von Hertling entsandt um den Wunsch zur Angliederung der estländischen Insel Ösel (estn. Saaremaa) an das Deutsche Reich vorzutragen. 1918 wurde er zum öselschen Landrat gewählt und war gleichzeitig Kurator des Marienstifts in Arensburg. Im Jahre 1920 wurde er einige Male in Haft genommen, lebte dann aber weiter in Arensburg und war stellvertretender Präses des Öselschen Gemeinnützigen Verbandes, er war Initiator der Herausgabe des genealogischen Handbuchs der Öselschen Ritterschaft.

### Herkunft und Familie
Balthasar Alexander von Poll stammte aus dem uradeligen Geschlecht von Poll, sein Vater war der Landrat und Richter Balthasar Adolf Gotthilf von Poll (1815–1891), der in 2. Ehe mit Theone Emilie von Güldenstubbe (1842–1873) verheiratet war. Balthasar Alexander heiratete 1894 die Freiin Bertha von Stackelberg (* 1872). Ihre Nachkommen waren:
- Marie Hedwig von Poll (1895–1907)
- Bertha Theonore Elisabeth von Poll (1896–1973)
- Hans Balthasar Gustav Odert von Poll (* 1898)
- Irene Dorothea Hedwig von Poll (1899–1975)
- Gotthard Andreas Friedrich Odert von Poll (1902–1983)
- Renata Hertha Filicitas von Poll (* 1908)
- Alexander Christian Andreas von Poll (* 1910)